# Scramble

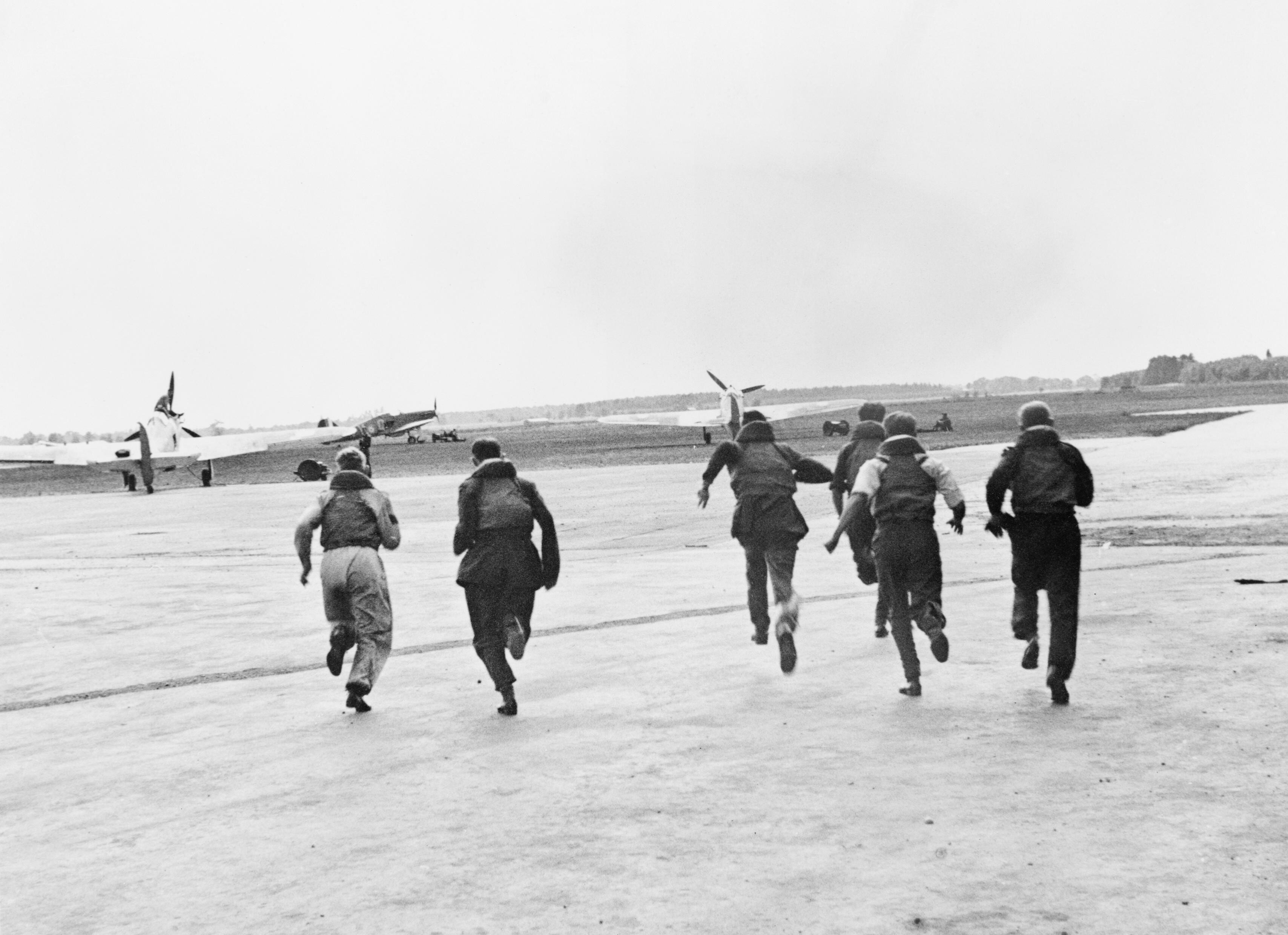
Piloti corrono agli aerei per uno scramble nel corso della Battaglia d'Inghilterra nel 1940

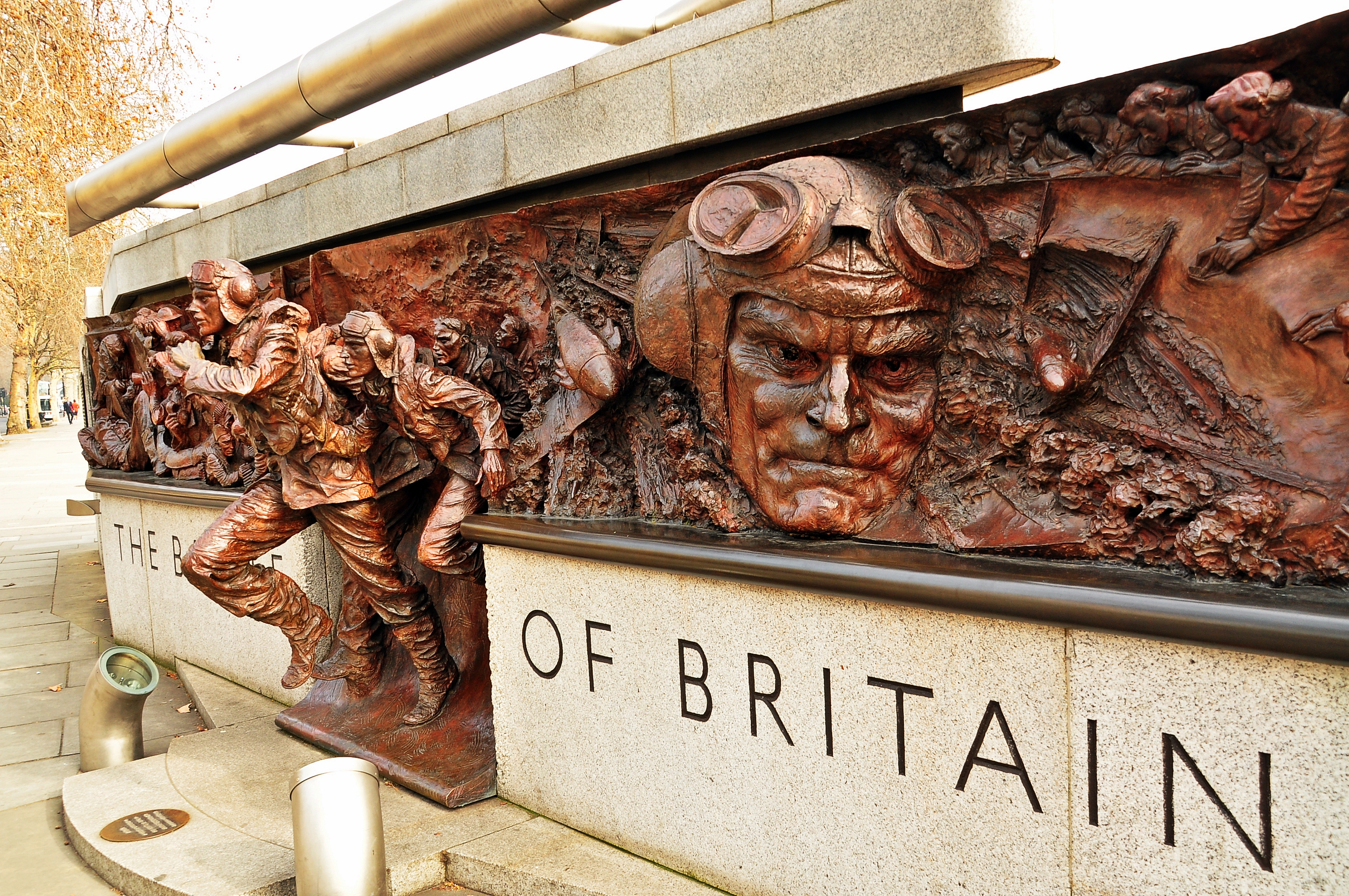
Monumento posto all'entrata del Ministero della Difesa britannico e commemorativo dei piloti che partendo su scramble combatterono nella Battaglia d'Inghilterra

Lo scramble (o scrambling) è un termine militare che definisce l'atto di far decollare un caccia intercettore per intercettare e identificare un aereo sconosciuto.
Il termine fu introdotto durante la seconda guerra mondiale, nel corso della Battaglia d'Inghilterra, quando gli aerei da caccia britannici della Royal Air Force rimanevano in attesa delle segnalazioni da parte dei radar del sistema Chain Home incaricati di rilevare l'avvicinarsi di aerei tedeschi alla Gran Bretagna. Quando i radar individuavano aerei nemici in avvicinamento, ogni aeroporto del Dowding System riceveva una telefonata di allarme e agli equipaggi disponibili veniva dato l'ordine di scramble.
Ogni minuto perso prima del decollo dei caccia, si sarebbe trasformato in un vantaggio per il nemico, in quanto più tempo si aveva a disposizione, più gli aerei britannici potevano raggiungere quote più alte, da cui attaccare le formazioni in avvicinamento in condizioni di vantaggio. Ai piloti da caccia venivano date quota e altezza degli aerei in avvicinamento e una stima grossolana del numero.
La quota veniva comunicata con il termine Angels da cui la frase Angels One Five utilizzata per indicare aerei in avvicinamento a 15000 ft (e titolo di un film nel dopoguerra). Gli aerei non identificati erano noti come Bogeys, mentre quelli confermati come nemici venivano chiamati Bandits. L'ordine di scramble veniva comunicato ai piloti di guardia nella base con il suono di una campana. La NATO, a partire dal periodo guerra fredda, ha standardizzato delle procedure per la gestione della intercettazione e quindi degli scramble.
La funzione, nota con il termine NATO di Quick Reaction Alert - QRA (dall'inglese: reazione rapida su allarme), si sviluppa nel NATO Integrated Air Defense System (NATINADS), il sistema integrato di difesa aerea della NATO. Del sistema integrato fanno parte i Control and Reporting Center (CRC), tipicamente le postazioni radar a terra o imbarcate sugli aerei radar Airborne Warning and Control System (AWACS). Le informazioni sono poi raccolte e le decisioni sul da farsi vengono prese dai Combined Air Operation Center (CAOC), cui spetta eventualmente il compito di lanciare lo scramble ai Quick Reaction Alert Assets for Intercepts (QRAI), cioè gli aerei intercettori, o le batterie di missili antiaerei, che sono in stato di preallerta.

## La difesa aerea in Italia
In Italia, la difesa dello spazio aereo è affidata all'Aeronautica Militare che incarica di questo compito il Comando Operazioni Aeree con sede a Poggio Renatico.
Il Comando Operazioni Aerospaziali ed il 22º Gruppo radar assicurano la parte relativa alla sorveglianza, all'identificazione ed al controllo insieme al Combined Air Operations Centre Torrejon, ente NATO responsabile d’area del servizio di sorveglianza dello spazio aereo. Se viene segnalata una traccia radar sconosciuta, viene dato l'ordine di scramble agli intercettori che vengono diretti fino ad accertare l'identità del velivolo. Tale intervento, garantito da una coppia di Eurofighter Typhoon sempre pronti al decollo in massimo 10/15 minuti con copertura 24 ore su 24, 7 giorni su 7, è svolto dal 4º Stormo di Grosseto, dal 51º Stormo di Istrana, dal 36º Stormo di Gioia del Colle e dal 37º Stormo di Trapani.
Il 4º Stormo e il 51º Stormo hanno competenza sul Centro-Nord Italia mentre il Centro-Sud è coperto dal 36º Stormo e dal 37º Stormo. In base ad accordi bilaterali, l'Italia ha il compito di assicurare la difesa dello spazio aereo di Slovenia ed Albania, attività svolte rispettivamente dal 4º e dal 36º Stormo.
Tutti gli Stormi sono equipaggiati con velivoli caccia Eurofighter.
Non sono più utilizzati gli F-16ADV, resi al governo degli Stati Uniti in quanto finito il leasing di 47.000 ore di volo previsto dal Peace Caesar F-16 program.